# Афинагор Афинский
Афинаго́р Афи́нянин (греч. Ἀθηναγόρας ὁ Ἀθηναῖος ок. 133 года, Афины — ок. 190 года, Афины) — один из так называемых апологетов, то есть философов, защищавших христианство во II веке. Автор послания «Предстательство за христиан» (Πρεσβεία περὶ χριστιανῶν), написанного, по одной версии, в 176, по другой, — в 177 году императору Марку Аврелию и его сыну Коммоду в защиту христианства, и рассуждения: «О воскрешении мёртвых».
Православная церковь совершает его память 24 июля (6 августа).

## Биография
Достоверных сведений о его жизни практически не сохранились. Такие основные источники по истории раннего христианства как «Церковная история» Евсевия Кесарийского и трактат блаженного Иеронима «О знаменитых мужах» не упоминают о Афинагоре. Основным источником о нём служит предисловие и само содержание, написанной им апологии. По этим данным, он был уроженец Афин, получил платонико-философское образование и посвятил свои знания на служение христианству. Он защищает христиан, главным образом, от обвинения их со стороны язычников в безбожии, кровосмешении и в употреблении в пищу мяса убитых детей. Слог его изысканный, полный благородства, аргументация убедительна и ясна, но его идеям недостаёт индивидуальности. Сам смысл христианского учения выступает в них недостаточно ясно; сочинение его «О воскрешении мёртвых», написанное в строго философском духе ещё менее проникнуто собственно христианскими идеями.
Самые полные издания его сочинений принадлежат
- Дешеру (Оксфорд, 1706),
- Пруденцию Маранусу (Париж, 1742)
- Отто в «Corpus Apologetarum Chnstianorum saeculi secundi» (т. 7, Иена. 1857).

### Переводы
- Афинагора Афинейскаго философа и христианина рассуждение о Воскресении мёртвых. / Пер. М. Протопопова. — М., 1791. — 57 с.
- Афинагор. Прошение о христианах. О воскресении мёртвых. // Памятники древней христианской письменности. т. V, Сочинения древних христианских апологетов/ Пер. П. Преображенского. — М.: 1864.
  - переизд.: Сочинения древних христианских апологетов. (Серия «Античное христианство. Источники»). — СПб.: Алетейя. 1999. — С. 53-125.
- Предстательство за христиан Афинагора афинянина, христианского философа. / Пер. и прим. А. В. Муравьева. // Вестник древней истории. 1993. № 3-4.
- Saint Aristides the Athenian’s Apology and Saint Athenagoras the Athenian Philosopher’s Plea for the Christians, translated from Greek into Georgian, submitted with introduction and comments by a monk Ekvtime Krupitski, Tbilisi Theological Academy, Tsalka, Sameba village, Cross Monastery, «Sulieri Venakhi» Publishers, Tbilisi, 2024, ISBN 978-9941-9676-2-7

### Исследования
- Maerkel, teacher at Königsburg. De Athenagorae libro apologetico, qui presbeia peri christianōn inscribitur. — Königsburg: Druck von J.G. Striese, 1857..
- Ловягин Владимир. Об Афинагоре и его сочинения. // Памятники древней христианской письменности. т. V, Сочинения древних христианских апологетов/ Пер. П. Преображенского. — М.: 1864.
- Кейм, Теодор. Rom und das Christentum. — Берлин, 1881.
- Мироносицкий П. П. Афинагор, христианский апологет II века. — Казань, 1894. — 276 стр.
- Майоров Г. Г. Формирование средневековой философии (латинская патристика). — М.: Мысль, 1979. — С. 65—68.